# Religia w Sudanie Południowym

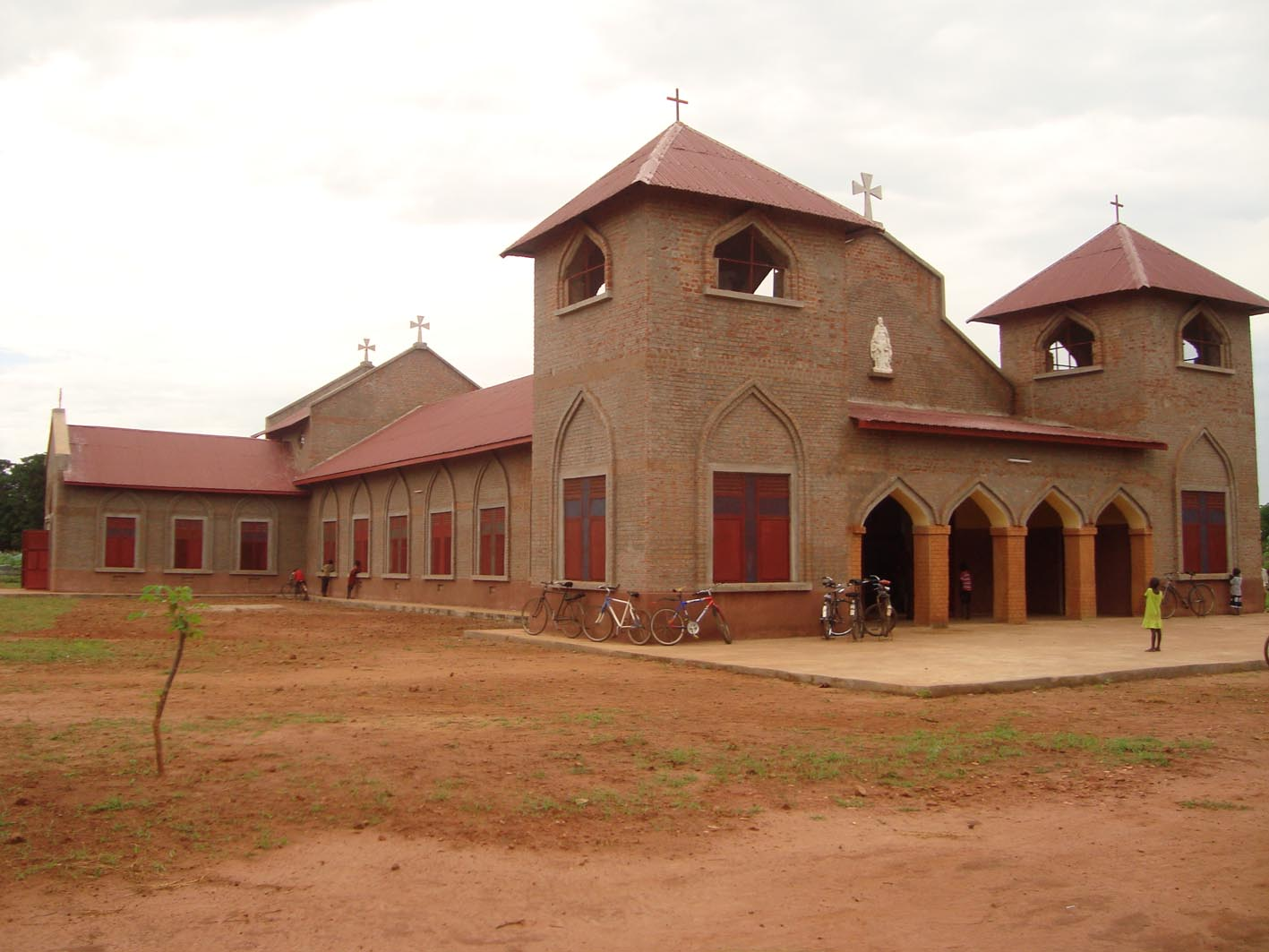
Kościół katolicki w Yirol

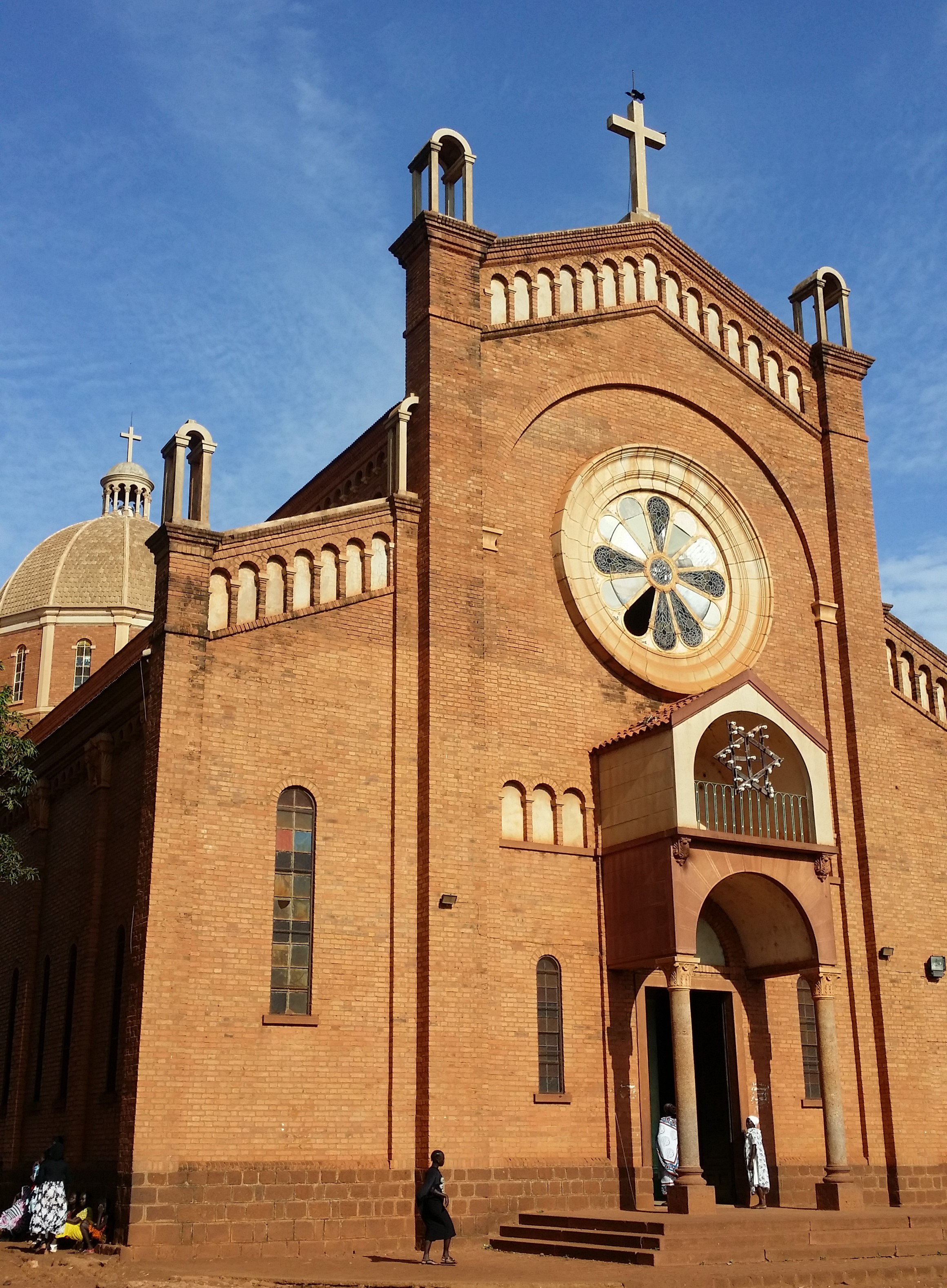
Katedra Najświętszej Marii Panny w Wau

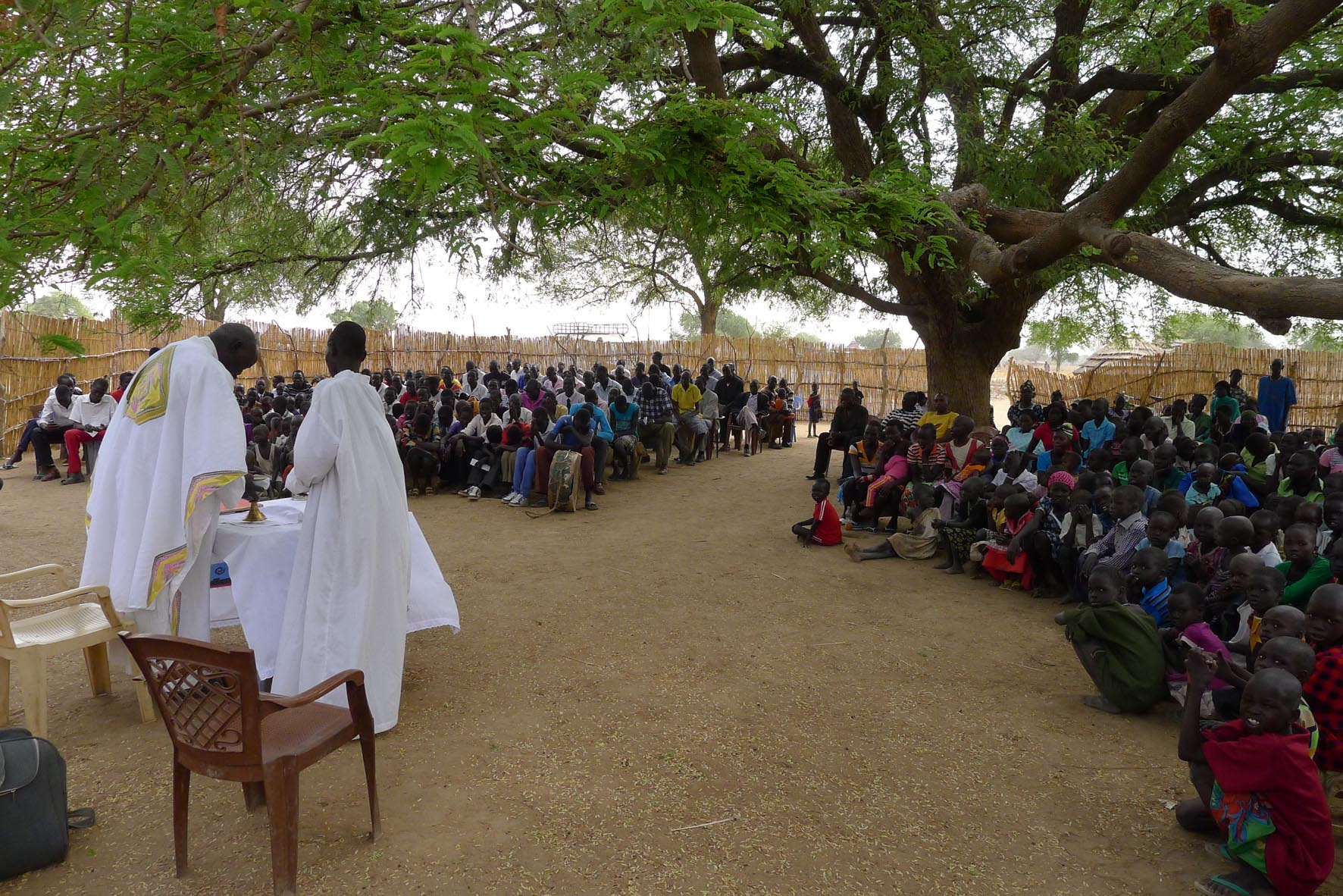
Niedzielna msza katolików pod drzewem w Warrap

W Sudanie Południowym, w Afryce Wschodniej istnieje wolność wyznania zapewniona przez Konstytucję tego kraju. Rejestracja rządowa jest wymagana, mimo to wiele kościołów działa bez rejestracji. Pojawiają się doniesienia w związku z konfliktem, że zarówno siły rządowe jak i opozycyjne dopuszczają się nadużyć wobec ludności cywilnej.
Większość mieszkańców jest wyznawcami różnych odłamów chrześcijaństwa (głównie katolicyzmu i protestantyzmu). Znaczna mniejszość praktykuje tradycyjne religie plemienne i islam. W kraju miały miejsce ogromne przesiedlenia ludności wynikające z długotrwałego konfliktu, a duży odsetek regularnie migrujących pasterzy dodatkowo uniemożliwia dokładne oszacowanie populacji i demografii religijnej kraju.
Prezydent kraju Salva Kiir Mayardit jest katolikiem.  

## Chrześcijaństwo
Chrześcijanie, głównie rzymskokatoliccy, anglikanie i prezbiterianie, stanowią około trzech piątych ludności Sudanu Południowego. Występowanie chrześcijaństwa jest wynikiem europejskich wysiłków misjonarskich, które rozpoczęły się w drugiej połowie XIX wieku. Według danych World Christian Database z 2015 roku 35,6% populacji Sudanu Południowego stanowią katolicy, 13,6% było anglikanami (Kościół Episkopalny Sudanu) i 8,7% należało do innych wyznań protestanckich.
Kościół Adwentystów Dnia Siódmego twierdzi, że posiada 46 486 wyznawców (0,4% populacji), dwa główne Kościoły baptystyczne mają razem 22,5 tys. członków, a Świadkowie Jehowy 1677 głosicieli.

## Religie plemienne
Około jednej trzeciej ludności praktykuje tradycyjne religie.  Chociaż animiści w Sudanie Południowym mają pewne wspólne elementy wiary religijnej, każda grupa etniczna ma swoją własną rdzenną religię i wierzenia. Praktycznie wszystkie obecne tutaj tradycyjne religie podzielają koncepcję najwyższego ducha lub bóstwa, zwykle boga stwórcy.
Istnieją dwie koncepcje wszechświata: ziemski i niebieski lub widzialny i niewidzialny. Niebiański świat jest postrzegany jako zamieszkany przez istoty duchowe, których funkcją jest służenie jako pośrednicy lub posłańcy boga. W przypadku ludów nilotyckich duchy te identyfikowane są z przodkami. Najwyższe bóstwo jest przedmiotem rytuałów z wykorzystaniem muzyki i tańca. 

## Islam
Islam w Sudanie Południowym jest obwiniany o bolesne doświadczenia ze strony rządów kierowanych przez islamistów z Chartumu, wraz z najazdami, zniewoleniami i kolonizacją, które miały miejsce przed uzyskaniem niepodległości od Sudanu. W 1983 roku władze Chartumu w całym Sudanie wprowadziły prawo szariatu i tym samym rozpoczęły wojnę domową, która pochłonęła ponad milion ofiar. Dla rządzących Sudanem fundamentalistów niewolnictwo okazało się skuteczną bronią w islamizacji i arabizacji kraju.